# Susperatus
Susperatus is een geslacht van haften (Ephemeroptera) uit de familie Caenidae.

## Soorten
Het geslacht Susperatus omvat de volgende soorten:
- Susperatus prudens
- Susperatus tonkawa
- Susperatus tuberculatus